# Ginetta Cars
Ginetta Cars è un costruttore britannico specializzato in auto da corsa e sportive con sede a Garforth, Leeds, West Yorkshire fondata dai fratelli Bob, Ivor, Trevers e Douglas Walklett, facente parte del Gruppo LNT.

## Lista parziale dei modelli
| Nome del modello    | Caratteristiche                                                                                       | Anno di produzione |
| ------------------- | --- | ------------------ |
| G2                  | Prima auto prodotta in 100 esemplari, kit car con componenti Ford.                                    | 1958-1960          |
| G3                  | Primo esemplare con carrozzeria in fibra di vetro.                                                    | 1961               |
| G4                  | Primo modello della casa non esclusivo per le competizioni ma adatto anche all'uso stradale.          | 1960-1969          |
| G10-G11-G12         | La G10 con motore Ford, G11 con motore MGB e G12 è un modello esclusivo per le competizioni.          | 1964               |
| G15                 | Con motore 875 cm³ Sunbeam Imp o Volkswagen (SuperS). Circa 800 esemplari prodotti.                   | 1967-1974          |
| G21                 | Con motore Ford o Sunbeam (evoluzione coupé G24 e spider G23).                                        | 1970-1979          |
| G19                 | Prototipo F3 un solo esemplare costruito.                                                             | ?                  |
| G20                 | Auto da corsa aperta tipo barchetta.                                                                  | ?                  |
| G26-G27-G28-G30-G31 | Kit car con componenti Ford.                                                                          | anni 80 del '900   |
| G4 Serie IV         | Costruita in 35 esemplari.                                                                            | 1981-1984          |
| G32                 | Auto stradale con telaio tubolare, carrozzeria in fibra di vetro e motore Ford 1597 cm³ (Fiesta XR2). | 1982-1991          |
| G33                 | Auto stradale tipo barchetta con motore Rover V8 di 3947 cm³. Circa 90 esemplari prodotti.            | 1990-1991          |
| G34-G27 Serie II    | | 1990-1997          |
| G40                 | Sostituta della G20 per il Ginetta G40 Challenge.                                                     | 1995-2000          |
| G50                 | Primo modello dopo acquisizione da parte di Lawrence Tomlinson (LNT Group).                           | 2005               |
| G20-G27 Serie III   | | 2002-2006          |
| G60                 | | 2010               |
| G55                 | Costruita per il Ginetta GT Supercup.                                                                 | 2011               |
| Akula               | | 2019               |

Inoltre la Ginetta costruisce anche Sportprototipi di classe LMP.

## Galleria d'immagini

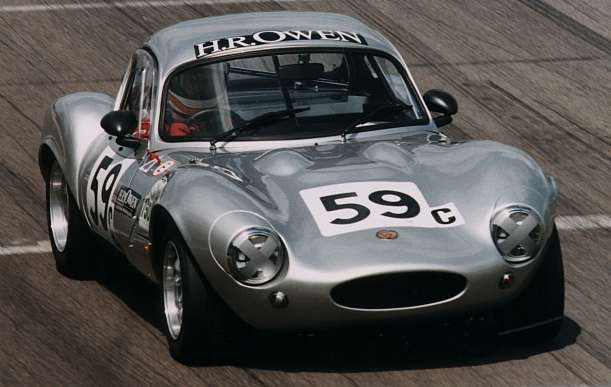
Ginetta G4
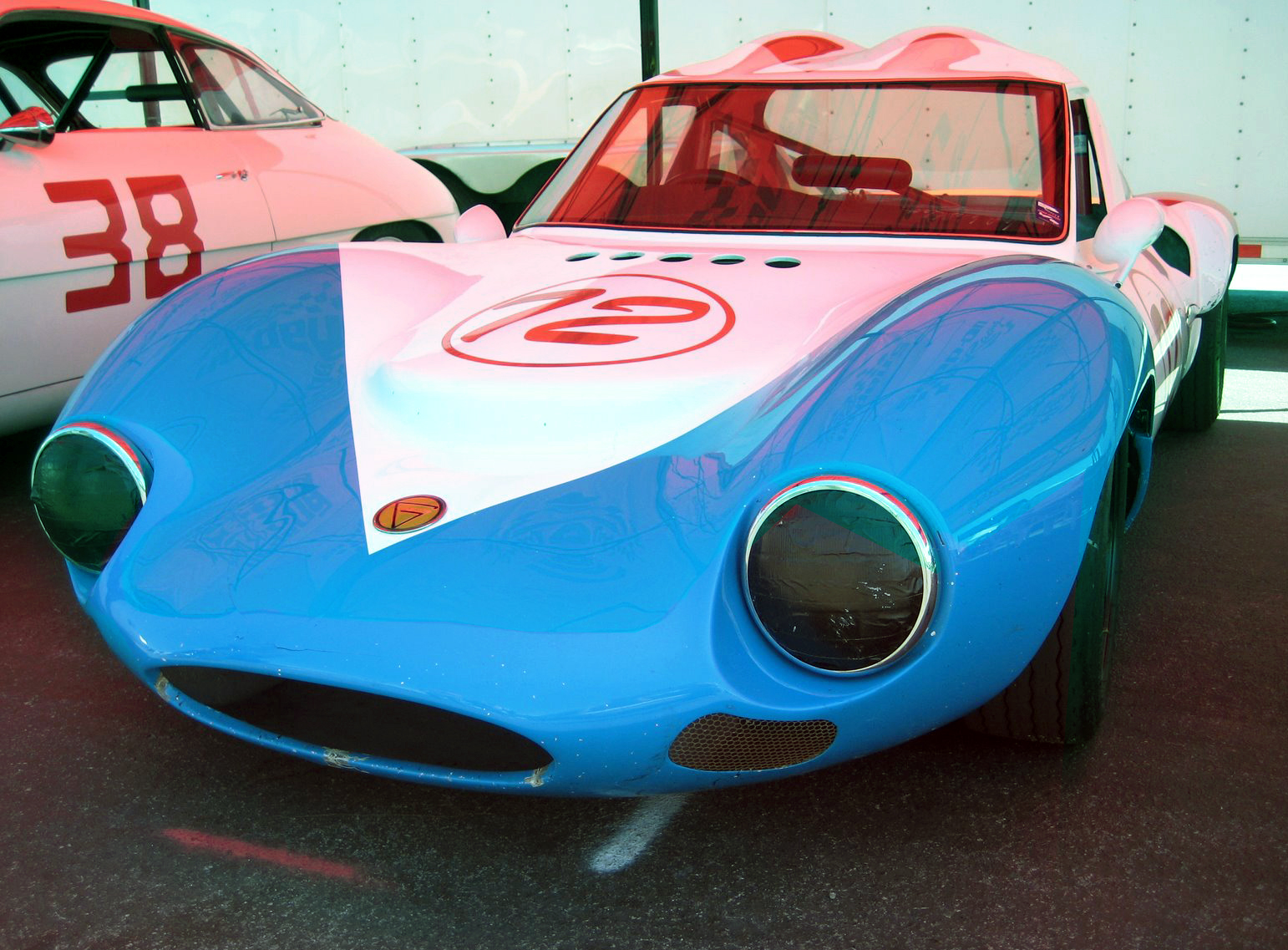
Ginetta G12
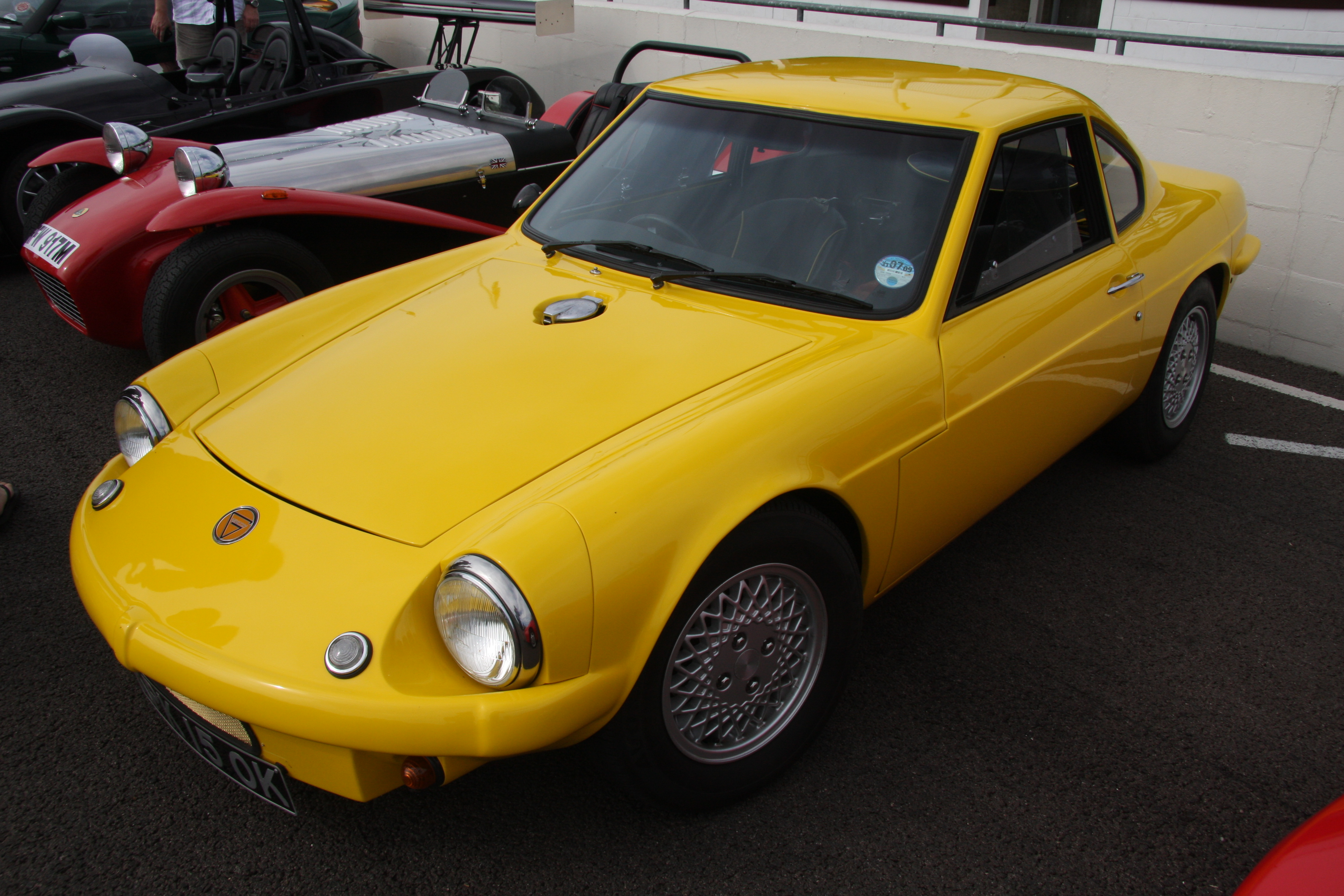
Ginetta G15
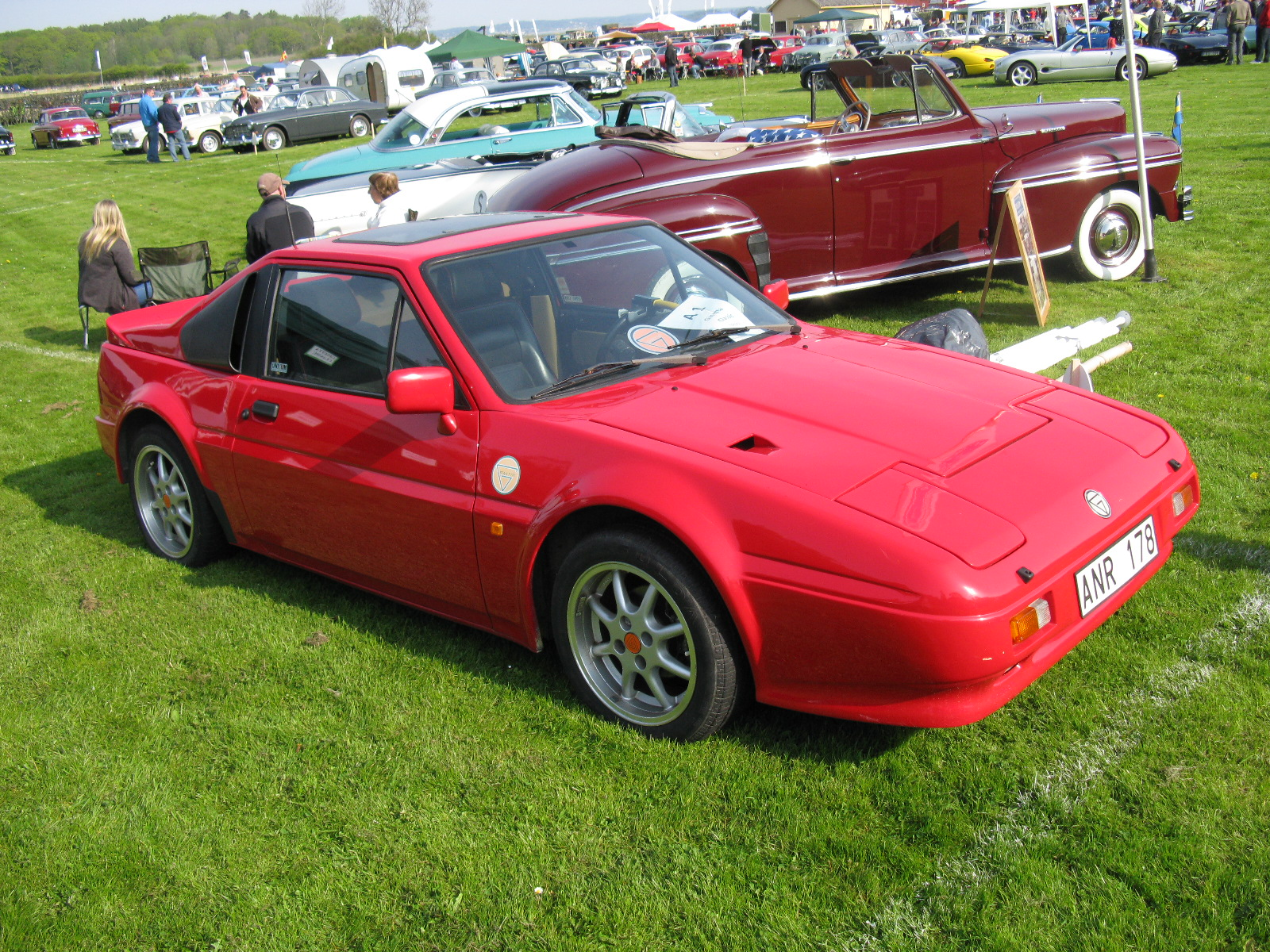
Ginetta G21
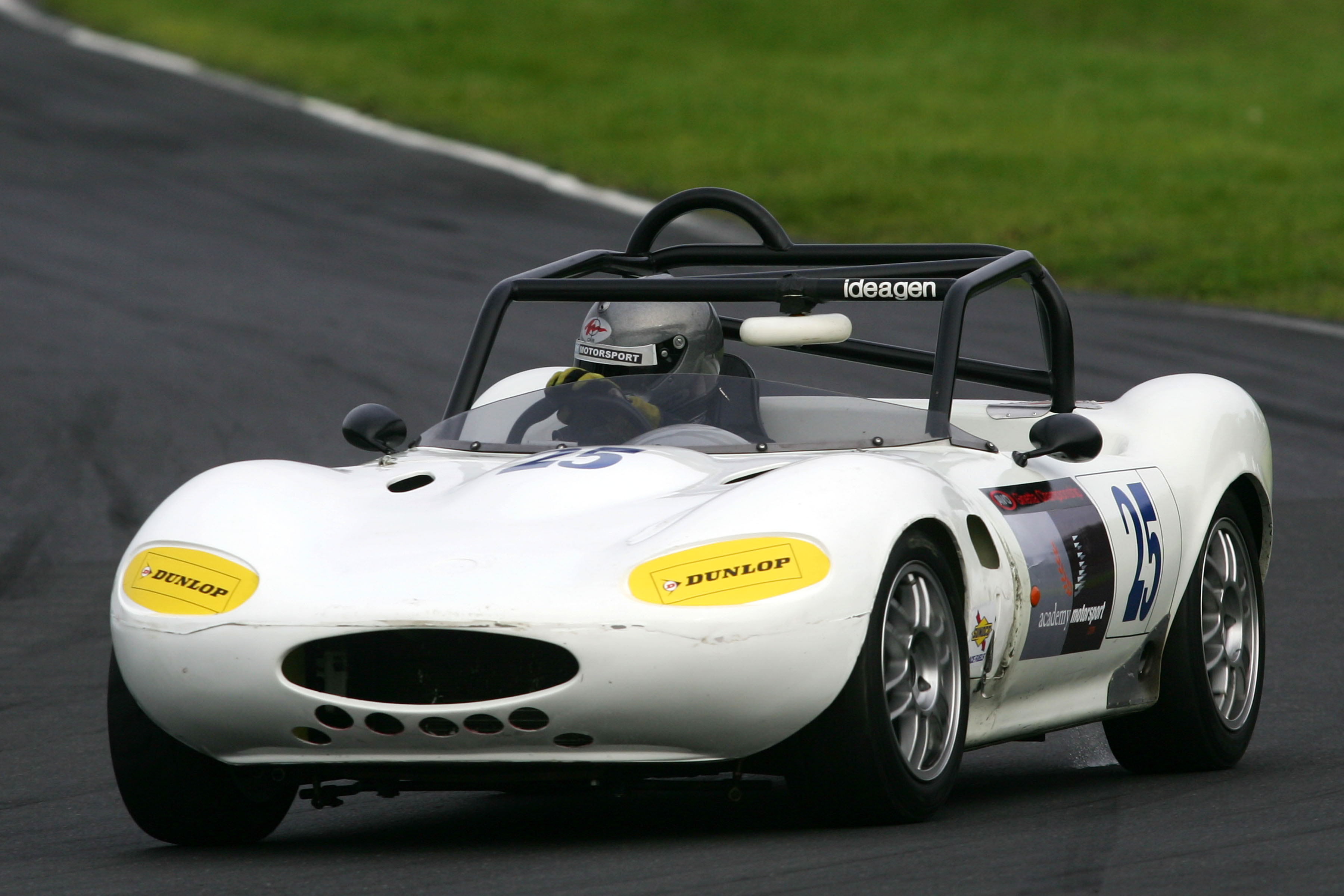
Ginetta G20
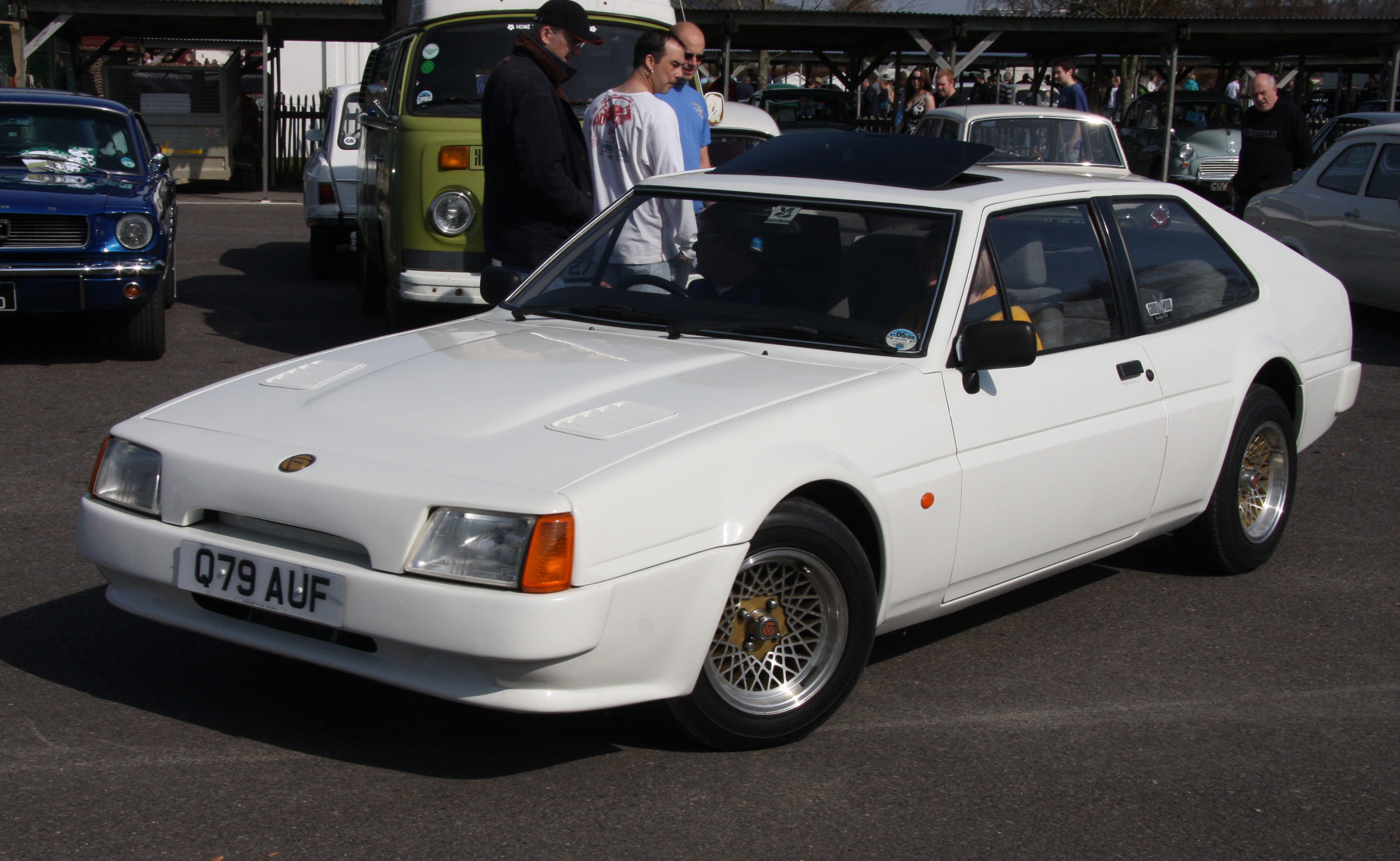
Ginetta G30
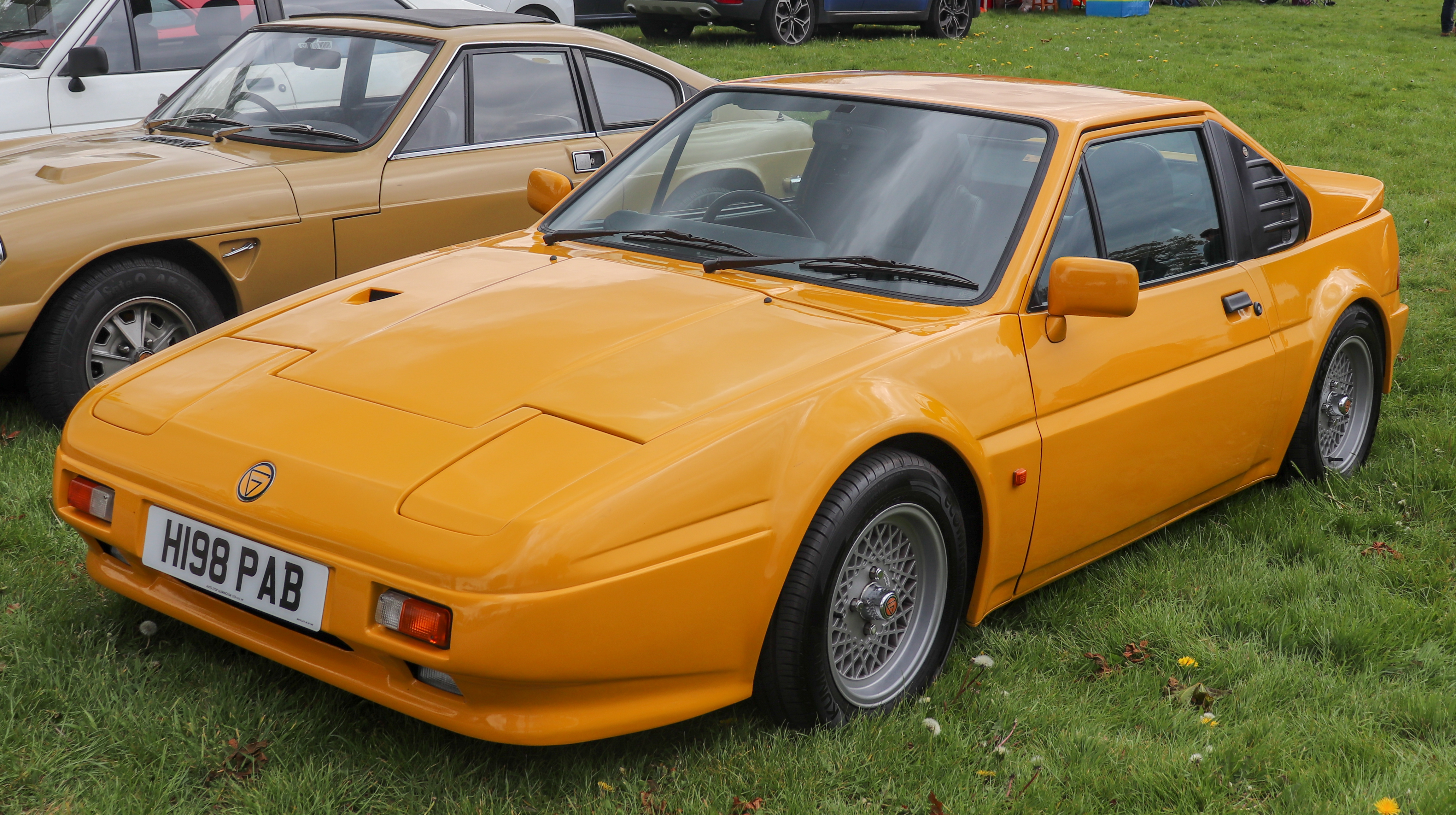
Ginetta G32
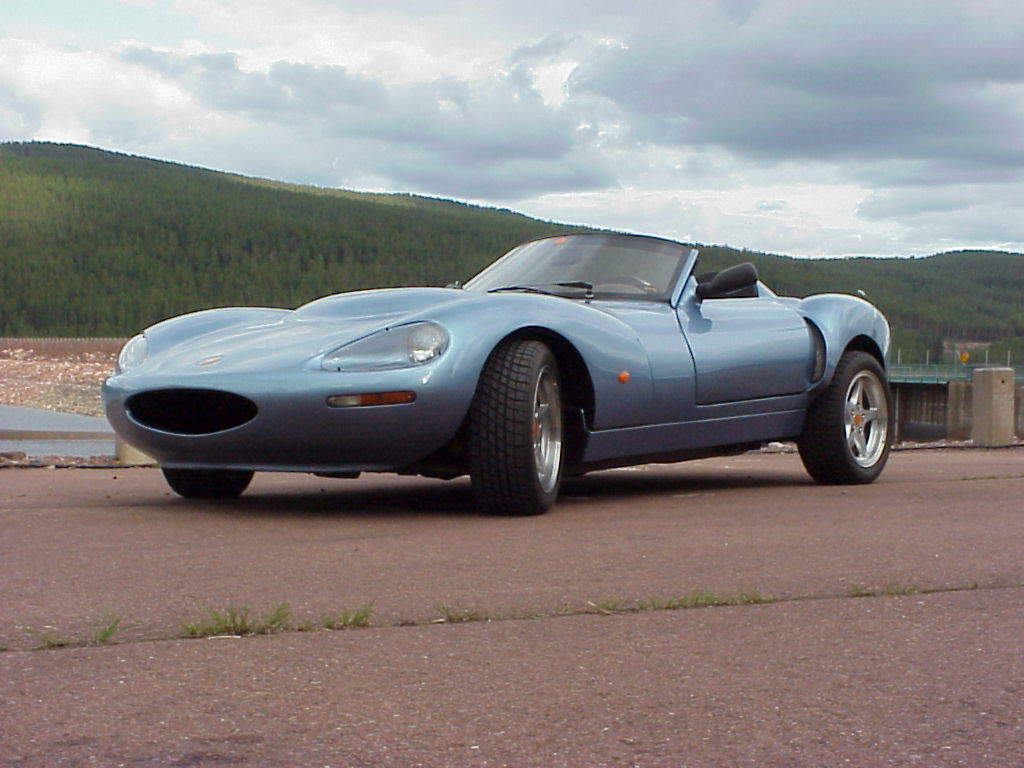
Ginetta G34
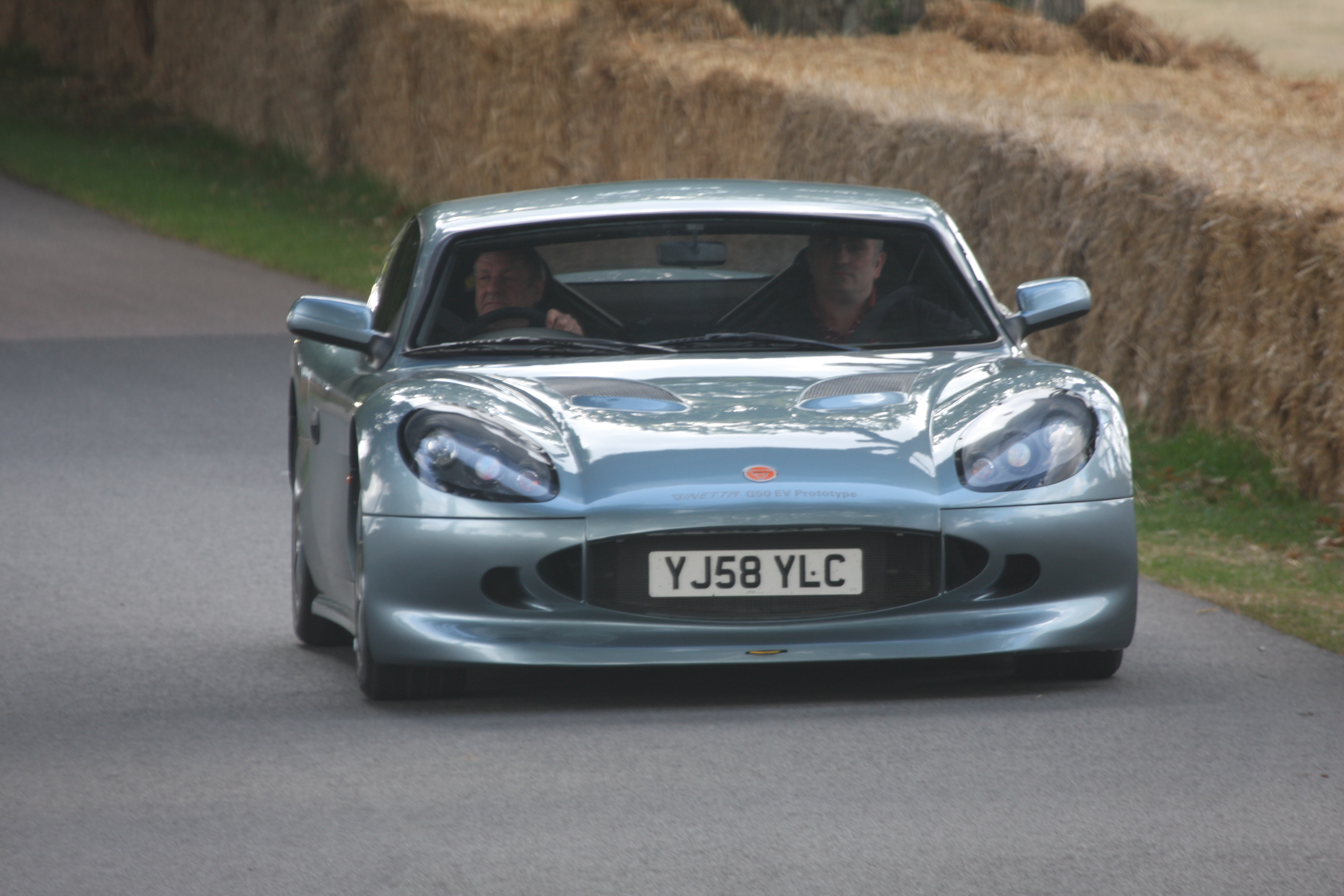
Ginetta G50
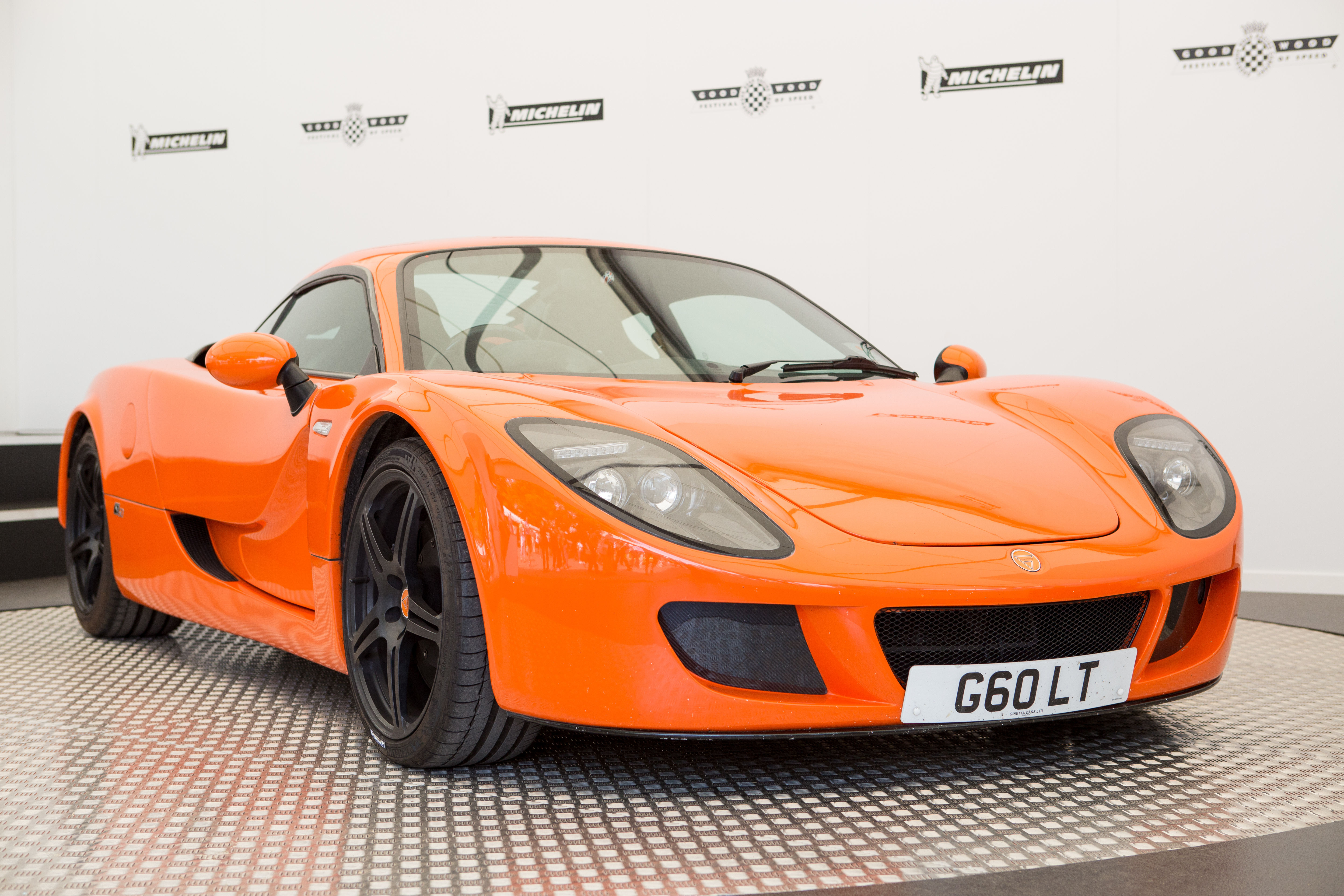
Ginetta G60
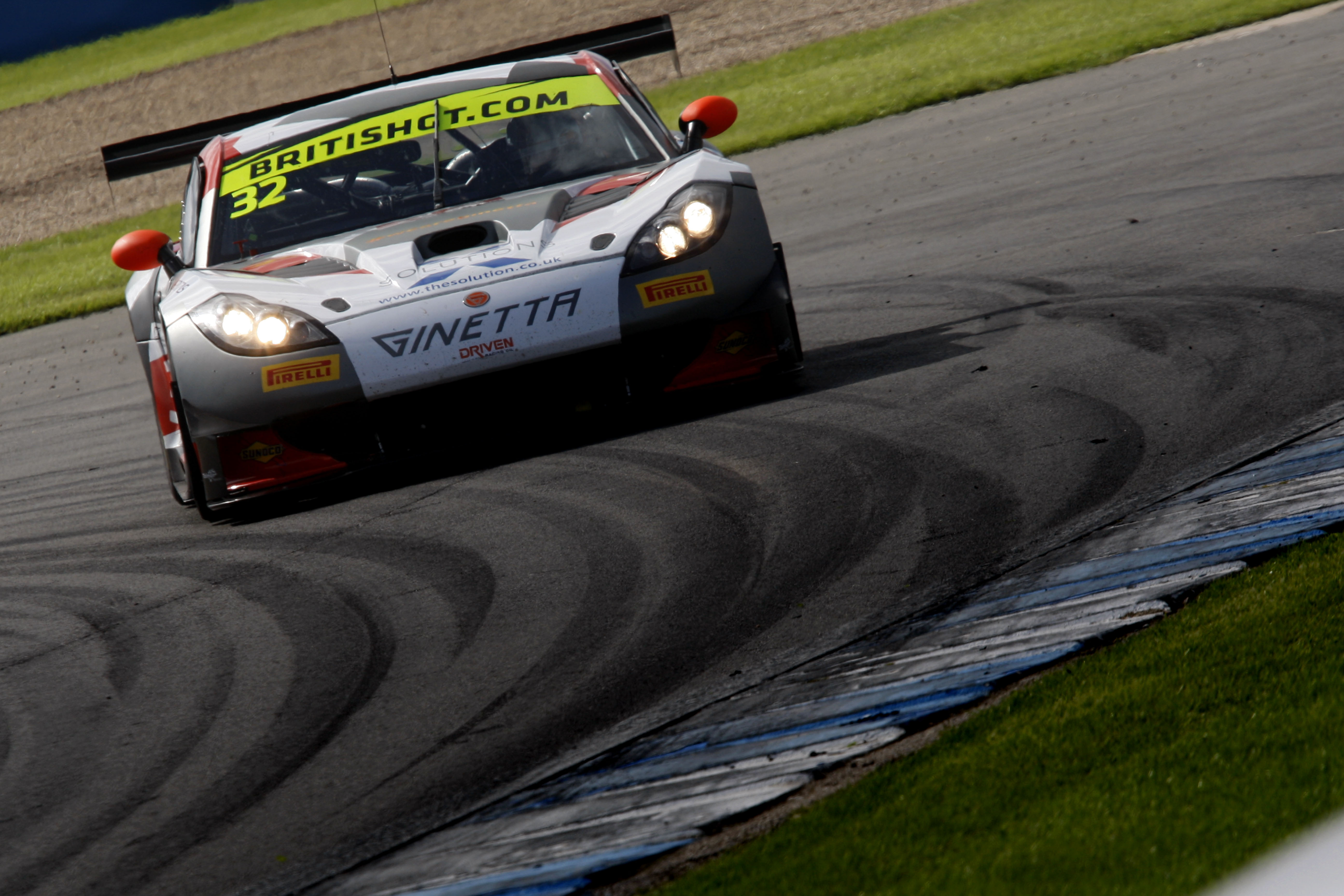
Ginetta G55 gt3 nel British GT Championship 2016
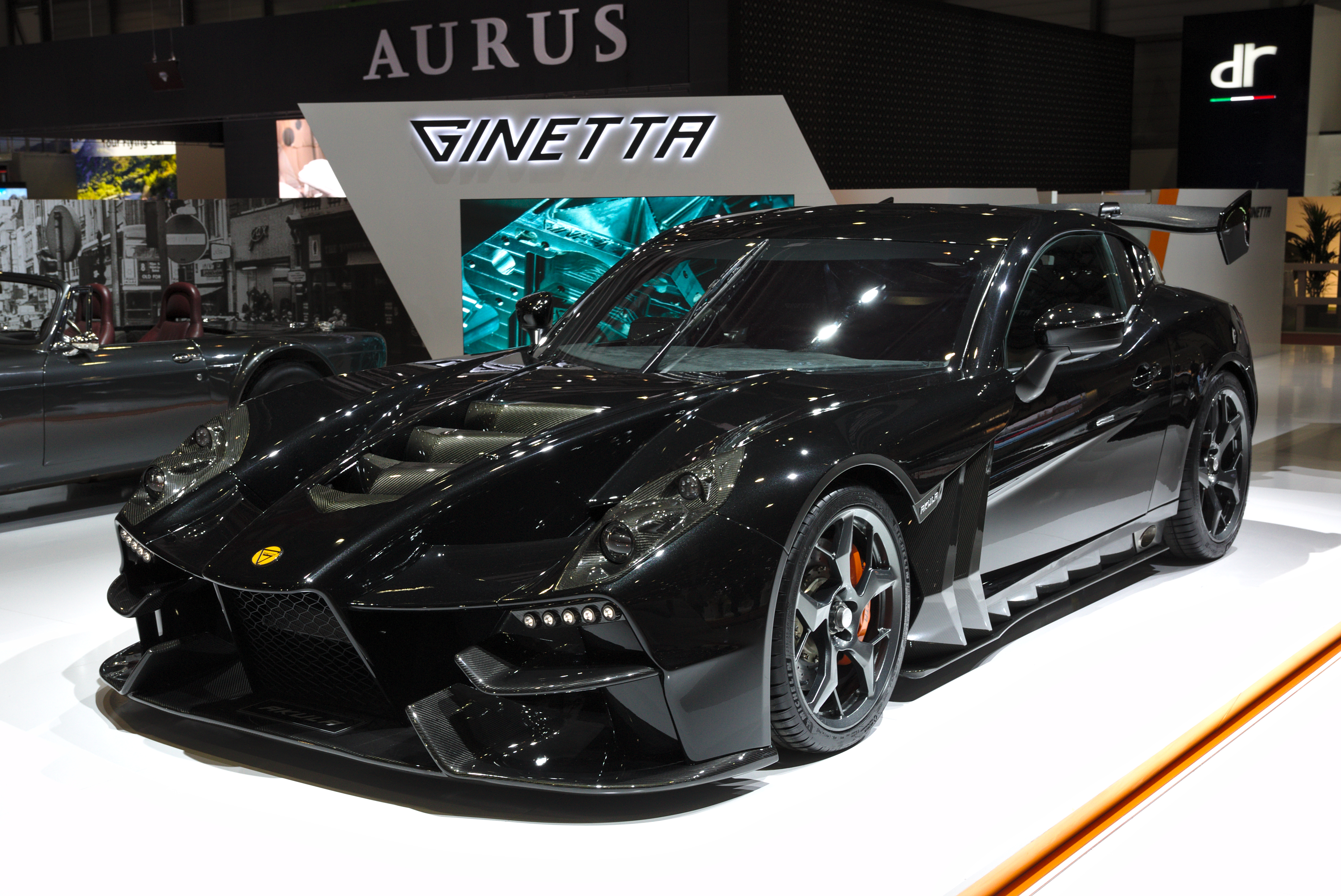
Ginetta Akula
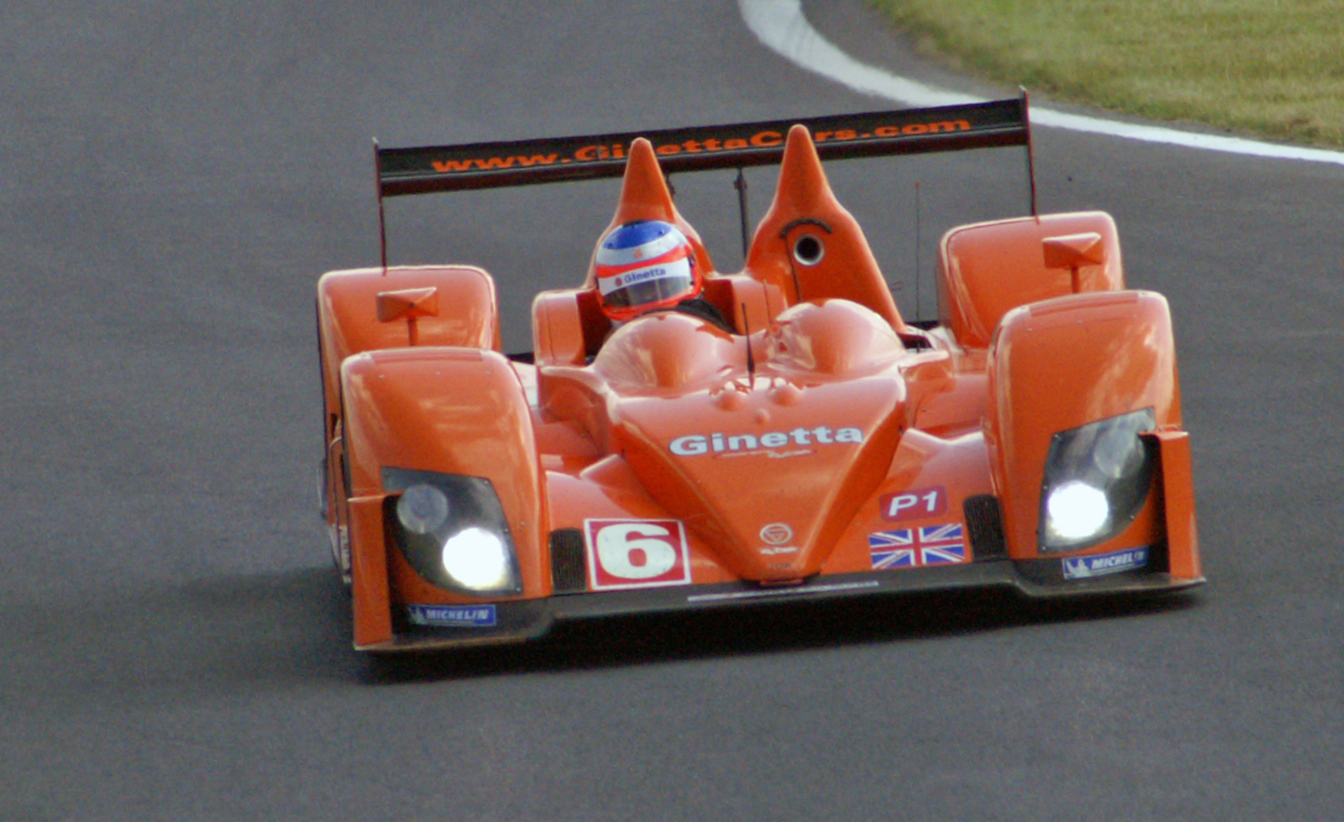
Ginetta 09S Zyteck - Team LNT (Le Mans 2009)